# Агарвал, Бина
Бина Агарвал (англ. Bina Agarwal) — индийский экономист по развитию и профессор экономики развития и окружающей среды в Институте глобального развития Манчестерского университета. Она много писала о земле, средствах к существованию и правах собственности; окружающей среде и развитии; политической экономии гендера; бедности и неравенства; правовых изменениях; сельском хозяйстве и технологических преобразованиях. Среди ее самых известных работ — отмеченная наградами книга «Поле своих интересов: гендерные и земельные права в Южной Азии», которая оказала значительное влияние на правительства, неправительственные организации и международные организации в деле поощрения прав женщин на землю и имущество. Эта работа также вдохновила исследования в Латинской Америке и во всем мире.

## Ранний период жизни
Родителями были Сурадж Мал и Шьяма Деви Агарвал, Агарвал назвала книжную премию в их честь. Она получила степень бакалавра и магистра в Университете Кембриджа, а также степень доктора экономических наук в Делийской школе экономики Университета Дели. Темой её диссертация была «Механизация в сельском хозяйстве Индии: аналитическое исследование на основе Пенджаба».

## Карьера
Ее университетские должности включают в себя должности в Принстоне, Гарварде, Мичигане, Миннесоте и Нью-Йоркском университете. В Гарварде она была первым приглашенным профессором Даниэля Ингалла, Агарвал также была президентом Международного общества экологической экономики. Вице-президент Международной экономической ассоциации, президент Международной ассоциации феминистской экономики, в Совете Сети глобального развития и один из двадцати одного члена Комиссии по измерению экономических показателей и социального прогресса под председательством нобелевского лауреата Джозефа Стиглица. Она работала в Комитете ООН по политике в области развития (Нью-Йорк) и ЮНРИСД (Женева). Она имеет почетные докторские степени в Институте социальных исследований в Нидерландах и Антверпенском университете в Бельгии.

## Концепции и направления деятельности
Агарвал специализируется на вопросах, связанных с сельской экономикой. Она творчески использовала различные методологии (от эконометрического анализа до качественных оценок) и междисциплинарный подход, чтобы обеспечить понимание земли, средств к существованию и прав собственности; окружающая среда и развитие; политическая экономия гендера; бедность и неравенство; право; и сельское хозяйство и технологические изменения. Она особенно касается взаимосвязи гендерного неравенства, социальной изоляции, собственности и развития. Ее новаторская работа оказала влияние во всем мире как в академических кругах, так и среди политиков и практиков. Большая часть ее работы сравнивает страны, особенно в Южной Азии. В поле собственного (Cambridge University Press, 1994), ее самой известной работы, Агарвал подчеркивает, что «единственным наиболее важным фактором, влияющим на ситуацию женщин является гендерный разрыв в команде над собственностью». Она также входит в редакцию журнала «Женщины, политика и политика».
Воодушевленные работой Агарвал и успешным движением, которое она возглавляла в 2004—2005 годах, индийские политики приняли Закон о правопреемстве индуистов (Поправка) в 2005 году. Этот закон предоставляет всем индуистским женщинам (женатым и неженатым) равные с мужчинами права в отношении владения и наследования имущества, в частности сельскохозяйственных земель.
Агарвал постоянно оспаривает стандартный экономический анализ и допущения. В своих работах, посвященных «переговорному подходу» к внутрисемейным отношениям, она бросает вызов моделям унитарных домохозяйств и расширяет формальные модели ведения переговоров, чтобы подчеркнуть важность социальных норм, социальных представлений и владения имуществом для определения рыночной власти женщин. Она также демонстрирует взаимосвязь семьи, сообщества, рынка и государства в определении переговорной силы человека в любой сфере. Ее статья «Торг и гендерные отношения» является самой загруженной статьей на сегодняшний день в журнале « Феминистская экономика». В другой статье «Торг и правовые изменения» Агарвал исследует, как женщины в Индии смогли заключить с государством закон о наследовании 1956 года и внести в него поправку в 2005 году.
В другом важном продолжении своей работы по гендерным вопросам, имуществу и власти Агарвал в своей эмпирической статье «На пути к свободе от насилия в семье» демонстрирует, что способность женщин владеть землей и наследовать ее выступает в качестве серьезного средства против насилия в семье. Ее последние книги включают в себя: «Психология, рациональность и экономическое поведение» (под редакцией; Palgrave, 2005), Возможности, свобода и равенство» (под редакцией, Oxford University Press, Дели, 2006). Ее последняя авторская книга — « Гендер и зеленое управление» (Oxford University Press, Oxford and Delhi, 2010), которая широко цитировалась и получила положительные отзывы как в научных журналах, так и в популярной прессе (EPW и Indian Express).

## Должности и награды
Бина Агарвал занимала выдающиеся должности во многих международных университетах, в том числе в Гарварде (она была первым приглашенным профессором Дэниела Ингалла), в Мичиганском университете (Энн-Арбор), в университете Миннесоты (где она занимала кафедру Уинтона) и в Нью-Йорке Университетская юридическая школа. В 2006-07 годах Агарвал была также приглашенным научным сотрудником в Школе управления им. Кеннеди при Гарвардском университете. Кроме того, она была вице-президентом Международной экономической ассоциации, президентом Международной ассоциации феминистской экономики и членом совета директоров Сети глобального развития. Агарвал является одной из основателей Индийского общества экологической экономики. Она одна из двух женщин, которые работали в Комиссии по измерению экономических показателей и социального прогресса под председательством нобелевского лауреата Джозефа Стиглица и учрежденной президентом Саркози. Она также была консультантом Комиссии по планированию Индии и входит в редакции нескольких международных научных журналов.
В 2009 году Агарвал была номинирована в правление Научно-исследовательского института социального развития Организации Объединенных Наций (ЮНРИСД) — такие кандидатуры утверждаются Экономическим и Социальным Советом Организации Объединенных Наций (ЭКОСОС). 29 марта 2010 года Институт глобального развития и окружающей среды (GDAE) вручил ей премию Леонтьева 2010 года — ежегодную премию имени нобелевского лауреата Василия Леонтьева. Содиректор GDAE Нева Гудвин пишет: «Ее вклад как в науку, так и в политику экономического развития окружающей среды, благополучие и гендерные аспекты были вдохновением для GDAE на протяжении многих лет». В настоящее время она является избранным президентом Международного общества экологической экономики. Она также возглавляет «Рабочую группу по обездоленным фермерам, включая женщин» для 12-го пятилетнего плана Индии, и входит в Группу премьер-министра Индии по земельной реформе. Кроме того, Агарвал входит в консультативный совет по академической борьбе с бедностью (ASAP).
В 2017 году она получила премию Бальцана по гендерным исследованиям в знак признания ее работы по изучению вклада женщин в сельское хозяйство в Индии.

## Дополнительные награды
- Первая премия имени Рамеша Чандры Агравала 2005 года за выдающийся вклад в экономику сельского хозяйства.
- Премия Малкольма Адишешиа 2002 года за выдающийся вклад в исследования в области развития[5].
- Награды за гендерные и земельные права в Южной Азии:
- Книжная премия Ананды Кентиш Кумарасвами 1996 года, присуждаемая Ассоциацией азиатских исследований (США) (первая награда в Южной Азии[5]).)
- Книжная премия Эдгара Грэма 1996 года, присуждаемая каждые два года Департаментом исследований развития Лондонского университета, Школой восточных и африканских исследований[5].
- Премия имени К. Х. Батеджи за 1995—1996 гг., Присуждаемая каждые два года Бомбейским университетом, и Фонд Батхеджа, присуждаемый за самые достойные работы об Индии и развитии[5].
- Институт социальных исследований (ISS) наградил Агарвал почетной докторской степенью в 2007 году, а Университет Антверпена присвоил ей звание почетного доктора в апреле 2011 года.
- награда Падма Шри в 2008 году[21]